# パウル・ヴェネッカー
パウル・ヴェネッカー（Paul Wenneker、1890年2月27日–1979年10月17日）は、ドイツ海軍の軍人。最終階級は海軍大将。第二次世界大戦中に在日ドイツ大使館付武官を務めた。

## 来歴
ドイツ帝国のキールに生まれる。1909年4月、ドイツ海軍に入営して士官候補生となり、防護巡洋艦「ヴィクトリア・ルイーゼ」での航海教育を修了。海軍学校を卒業後、1910年4月に海軍見習士官となり、小巡洋艦「マインツ」に配属される。1912年9月、少尉に昇進し、軽巡洋艦「ケーニヒスベルク」に転属になった。1913年6月に「マインツ」に復帰。
1914年に第一次世界大戦が勃発すると、乗艦していた「マインツ」は8月にヘルゴラント・バイト海戦で撃沈され、イギリス軍により救助されたヴェネッカーは1918年1月までイギリスで捕虜になっていた。さらに終戦後の1918年12月までは中立国オランダで抑留されていた。釈放後ドイツに戻って海軍監督部所属となり、ヴァイマル共和国軍に採用されバルト海艦隊に配属された。
1920年2月に大尉に昇進後、第6半掃海群の掃海艇M30艇長に任命され、1921年10月には第5半掃海群のM132艇長に転じた。1922年3月から1924年5月まで、艦砲学校教官を務める。ついで小巡洋艦「ニュンフェ」の砲術士官に転じる。1926年9月、バルト海海軍基地次席参謀に就任し、1928年10月には少佐に昇進。1929年10月に戦艦「エルザス」首席砲術士官に就任し、1930年2月に戦艦「シュレスヴィヒ・ホルシュタイン」首席砲術士官に転じた。1931年9月、艦隊次席参謀に転じ、1933年10月に中佐に昇進した。
1933年12月、東京にあるドイツ大使館に海軍駐在武官として赴任し、1935年4月に大佐に昇進。1937年8月末にドイツに帰国し、9月に装甲艦「ドイチュラント」艦長を拝命した。スペイン内戦ではイベリア半島沖に派遣され、海上警備にあたった。1938年7月から8月はスペイン派遣ドイツ艦隊司令官を務めた。
第二次世界大戦勃発後の1939年10月に准将に昇進。「ドイチュラント」艦長として通商破壊戦に従事し、11月に帰港した。その際「ドイチュラント」は艦種を重巡洋艦に、また艦名を「リュッツォウ」に変更させられた。海軍総司令部付になり、1940年2月に再び同盟国日本での駐在海軍武官を命ぜられた。これにあわせて「東アジア提督」の称号を与えられた。日本ではドイツが降伏する1945年5月まで駐在武官を務め、その間1941年9月に中将、1944年8月に大将に昇進した。1943年7月16日にはヒトラー総統の特別要請により、戦艦大和を視察、同艦に唯一乗艦した外国人となる。1945年、日本の降伏とともにアメリカ軍の捕虜となり、1947年11月に釈放された。
1966年、殺人罪でハンブルク地方裁判所に告訴された。罪状は第二次世界大戦中に海軍駐在武官として下した命令、すなわち日独間を往来する封鎖突破船に対し、船上にある拘束者は自沈の際には脱出させず船に残すよう命じた指令であった。具体的には、封鎖突破船リオ・グランデ号の船上で窃盗罪により拘束されていた水夫アルフレート・ポヴェライトが、同船が1944年1月に北大西洋上でアメリカ海軍に捕捉されて自沈した際に水死したことに関する罪状であった。しかし時効により審理は停止された。
ハンブルク＝ベルクシュテット区で死去した。

## 受章
- 二級および一級鉄十字章（1914年版）
- スペイン十字章　剣付金章
- 戦功十字章（1939年）　第二級、第一級　剣付
- ドイツ十字章　銀章（1944年4月24日）
- 戦功十字章　剣付騎士章（1945年1月18日）
- 第一級旭日章